# Jørgen Olufsen

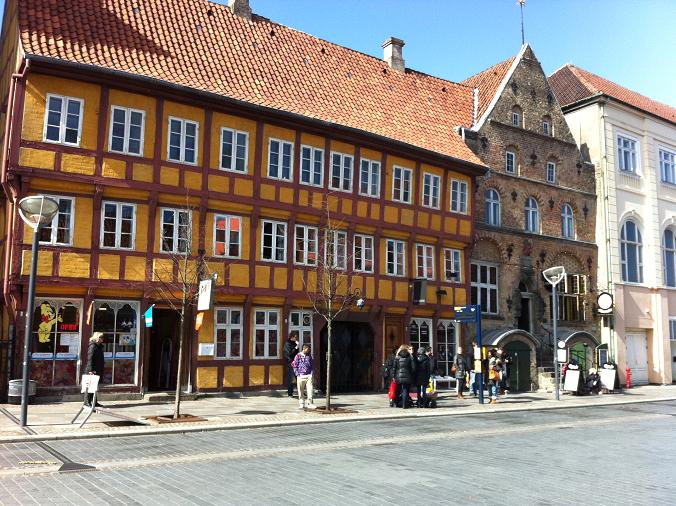
Jørgen Olufsens köpmansgård

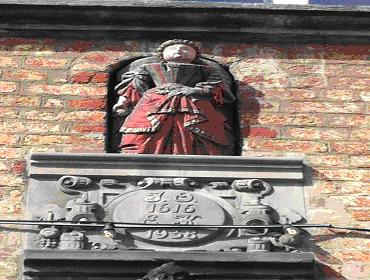
Figuren ovanför entrén från Østerå

Jørgen Felthuus Olufsen, född 1565 i Horsens, död 1645, var en dansk köpman i Ålborg.
Jørgen Olufsen var barnbarn till borgmästaren i Horsens Jørgen Olufsen (1498–1581), son till köpmannen Hans Felthuus och Sidsel Jørgensdatter (senare Bang) och äldre halvbror till Jens Bang (1575–1644). Han flyttade till Ålborg och drev handel där.
Han lät 1616 uppföra Jørgen Olufsens köpmansgård i Ålborg vid floden Østerå, numera med adress Østerågade. Jørgen Olufsen var rådman 1598 och blev borgmästare i Ålborg 1618. Han fick som borgmästare 1624 möta ett bondeuppror som en följd av oår och risk för utbredd svält. I samband med att upprorsledaren flydde från sitt fängelse, avskedades Olufsen som borgmästare på befallning av kungen 1625. 
År 1627 ockuperade tyska trupper Ålborg under Trettioåriga kriget, vilket ledde till att Jørgen Olufsen flydde till Norge med sin familj för att återvända två år senare. 
Han var gift med borgmästardottern Maren Pops.